# 1130

## Události
- 14. únor – dvojitá papežská volba, s odstupem necelého dne zvoleni Inocenc II. a Anaklet II., vítěznou stranou později prohlášený za protipapeže
- 25. prosinec – hrabě Roger II. korunován sicilským králem » založeno Sicilské království

## Narození
- 18. října – Ču Si, čínský filosof, završitel neokonfusiánské scholastiky († 23. dubna 1200)
- ? – Gejza II., uherský král († 31. května 1162)
- ? – Balduin III., král křižáckého Jeruzalémského království († 10. února 1162)
- ? – Cyril Turovský, ruský středověký teolog († 1182)
- ? – Klement III., papež († 1191)
- ? – Svatá Rozálie, sicilská světice († 4. září 1166)
- ? – Theobald V. z Blois, hrabě z Blois, Chartres a Châteaudunu, účastník třetí křížové výpravy († 1191)
- ? – Vilém z Tyru, jeruzalémský historik, kronikář a arcibiskup z Tyru († 29. září 1186)

## Úmrtí
Česko
- 1. března – Václav Jindřich Olomoucký, kníže olomouckého údělu (* asi 1107)

Svět
- 13. února – Honorius II., papež (* ?)
- 26. března – Sigurd I. Jorsalfar, norský král (* asi 1090)
- 15. května – Svatý Isidor z Madridu, patron zemědělců (* 1070)
- 11. listopadu – Tereza Kastilská, portugalská hraběnka, regentka a matka prvního portugalského krále Alfonsa I. (* 1080)
- ? – Matylda z Huntingdonu, hraběnka z Huntingdonu a Northamptonu (* 1074)

## Hlavy států
- České knížectví – Soběslav I.
- Svatá říše římská – Lothar III.
- Papež – do 13. února Honorius II., od 23. února Inocenc II. (protipapež: Anaklet II.)
- Anglické království – Jindřich I. Anglický
- Francouzské království – Ludvík VI. Francouzský
- Polské knížectví – Boleslav III. Křivoústý
- Uherské království – Štěpán II. Uherský
- Sicilské království – Roger II.
- Kastilské království – Alfonso VII. Císař
- Byzantská říše – Jan II. Komnenos